# Rainha Portuguesa do Café
Rainha Portuguesa do Café é o título dado àquela que representa Portugal no Rainha Internacional do Café, em Manizales, na Colômbia. Atualmente não há um evento específico para eleger a representante lusófona no evento. As candidatas são indicadas pela empresa detentora dos direitos do concurso no país, o Miss Queen Portugal e que, no entendimento de especialistas do grupo, tem chances de trazer o título para a nação europeia. No evento que abrange toda a América Latina e parte da Europa, Portugal tem apenas um título conquistado, com Raquel Loureiro em 2003.

## Representantes
| Ano  | R      | Distrito                                                                                                   | Candidata                                                                                                  | Naturalidade                                                                                               | Colocação                                                                                                  | Prêmios |
| 1994 | [ 1 ]  | Lisboa | Márcia Suzana Castro                                                                                       | Lisboa | 2º. Lugar                                                                                                  | |
| 1995 | -      | Beja | Andréia Calixto                                                                                            | Beja | | |
| 1996 | -      | Braga | Gisela Adriana Teixeira Gomes                                                                              | Guimarães                                                                                                  | 5º. Lugar                                                                                                  | |
| 1997 | -      | Setúbal | Marisa Raquel Casqueira                                                                                    | Setúbal | | |
| 1998 | -      | Lisboa | Icília da Silva Berenguel                                                                                  | Lisboa | | |
| 2001 | -      | Lisboa | Bruna Elisabete Barbosa                                                                                    | Lisboa | | |
| 2003 | [ 2 ]  | Faro | Raquel Maria Loureiro                                                                                      | Faro | RAINHA DO CAFÉ 2003                                                                                        | |
| 2004 | [ 3 ]  | Lisboa | Sílvia Oliveira Dias                                                                                       | Cascais | 2º. Lugar                                                                                                  | |
| 2005 | [ 4 ]  | Évora | Carla Sofia Matadinho                                                                                      | Sé | | |
| 2006 | [ 5 ]  | Lisboa | Ana Maria Monteiro Lourenço                                                                                | Lisboa | | |
| 2012 | [ 6 ]  | Lisboa | Patrícia Carvalho de Oliveira                                                                              | Cascais | | |
| 2013 | [ 7 ]  | Angola | Indira Patrícia Santos Ferreira                                                                            | Lubango | | |
| 2014 | [ 8 ]  | Viana do Castelo                                                                                           | Elisabete Mejias Rodrigues                                                                                 | Vila Nova de Cerveira                                                                                      | | |
| 2015 | [ 9 ]  | Lisboa | Márcia Milene Gomes Assunção                                                                               | Lisboa | 2º. Lugar                                                                                                  | Rainha da Polícia                                                                                          |
| 2016 | [ 10 ] | Lisboa | Inês Brusselmans F. Martins                                                                                | Oeiras | | |
| 2017 | [ 10 ] | Porto | Ana Catarina Pereira Moreira                                                                               | Miragaia                                                                                                   | | |
| 2018 | [ 11 ] | Porto | Ana Cristina Leal Moreira                                                                                  | Lousada | | |
| 2019 | [ 12 ] | Leiria | Carina Patrício Neto                                                                                       | Pombal | | |
| 2020 | [ 13 ] | Évora | Daniela Sofia Real Clara                                                                                   | Vila Viçosa                                                                                                | | |
| 2022 | [ 14 ] | Inês Isabel Perestrello, de Palmela, foi desclassificada 2 dias antes da final por ter contraído Covid-19. | Inês Isabel Perestrello, de Palmela, foi desclassificada 2 dias antes da final por ter contraído Covid-19. | Inês Isabel Perestrello, de Palmela, foi desclassificada 2 dias antes da final por ter contraído Covid-19. | Inês Isabel Perestrello, de Palmela, foi desclassificada 2 dias antes da final por ter contraído Covid-19. | Inês Isabel Perestrello, de Palmela, foi desclassificada 2 dias antes da final por ter contraído Covid-19. |
| 2023 | [ 15 ] | Vila Real                                                                                                  | Sara Isabel Feitais Almeida                                                                                | Vila Real                                                                                                  | | |
| 2024 | [ 16 ] | Évora | Bárbara de Jesus Miguel Brinquete                                                                          | Borba | | |
| 2025 | [ 17 ] | Évora | Carlota Marques Lobo                                                                                       | Viana do Alentejo                                                                                          | Semifinalista (Top 10)                                                                                     | |

### Observações
1. Não houve concurso internacional em 2021.
2. Portugal não participou das edições de 1999 e 2000, 2002 e um breve hiato de 2007 a 2011.

## Conquistas por Distritos
| Representação    | Títulos | Vitórias                                       |
| Lisboa           | 8       | 1994, 1998, 2001, 2004, 2006, 2012, 2015, 2016 |
| Évora            | 4       | 2005, 2020, 2024, 2025                         |
| Porto            | 2       | 2017, 2018                                     |
| Vila Real        | 1       | 2023                                           |
| Leiria           | 1       | 2019                                           |
| Angola           | 1       | 2013                                           |
| Viana do Castelo | 1       | 2014                                           |
| Faro             | 1       | 2003                                           |
| Setúbal          | 1       | 1997                                           |
| Braga            | 1       | 1996                                           |
| Beja             | 1       | 1995                                           |